# Scamone

Tagli di carne bovina

Lo scamone è un taglio di carne bovina di prima categoria.
Rappresenta il pezzo di congiunzione tra la lombata e la coscia, grosso taglio formato da grandi masse muscolari che si trova proprio sulla groppa, al termine della lombata. Essendo particolarmente tenero, si presta soprattutto per i brasati, stracotti, stufati e roast-beef; è altrettanto apprezzato nelle cotture alla griglia (soprattutto le parti migliori, che si trovano nel cuore del pezzo).
Una sua importante caratteristica è la versatilità. Infatti può sostituire egregiamente molte altre parti, se queste non risultano disponibili. È anche il pezzo tradizionale della “fettina” e del "carpaccio di manzo“.

## Nomi locali
Le denominazioni nelle diverse città sono:
- Bicchiere: Firenze, Grosseto.
- Cima: Venezia.
- Codata: Messina, Reggio Calabria.
- Colarda: Bari, Foggia, Napoli, Potenza.
- Culaccio: L'Aquila, Trento.
- Culata: Perugia.
- Culatello: Parma.
- Fetta: Bologna.
- Fracoscio: Macerata.
- Groppa: Firenze.
- Luffio: Ancona.
- Mela: Firenze.
- Melino: Firenze.
- Pezza: Roma.
- Pezzo: Perugia.
- Precione: Padova.
- Cascia o punta e cassa dei belìn: Genova.
- Scagnello: Belluno.
- Scamone: Milano
- Scannello: Mantova, Rovigo.
- Sotto codata: Palermo.
- Sottofiletto: Belluno, Padova, Treviso.
- Sottofiletto spesso: Torino.
- Straculo: Verona, Mantova, Trento, Trieste, Venezia.
- Taglio di nombolo: Venezia.